# علفزار دریایی
علفزار دریایی (به انگلیسی: Seagrass Meadow) یا بستر علف دریایی (به انگلیسی: Seagrass Bed) یک بوم‌سازگان (اکوسیستم) زیرآبی است که توسط علف دریایی تشکیل شده. علف‌های دریایی، گیاهانی (ساکن آب شور) اند که در آب‌های ساحلی و کم عمق و همچنین آب لب‌شور در مناطق پای‌رود نیز پیدا می‌شوند. علف‌های دریایی گیاهان گلداری با ساقه‌های بلند و سبز و برگ‌های علف-گونه اند که دانه و گرده تولید کرده و دارای ریشه و زمین‌ساقه‌هایی اند که آن‌ها را به بستر دریا و شن‌ها لنگر می‌کند.